# Gravlax
Il gravlax o gravad lax (in svedese), gravad laks (in danese), gravlaks (in norvegese e danese), graavilohi (in finlandese), graavilõhe (in estone), graflax (in islandese) è un termine nordico che indica una marinata a base di sale, zucchero ed aneto. Usata soprattutto per il salmone che dopo la marinatura generalmente viene servito affettato sottilmente accompagnato da senape scandinava.